# Джон Гікенлупер
Джон Гікенлупер (англ. John Hickenlooper; нар. 7 лютого 1952, Нарберт, Пенсільванія) — американський політик-демократ. Сенатор Колорадо з 3 січня 2021 року. Губернатор Колорадо з 2011 до 2019 року. Мер Денвера у 2003—2011 роках.
1974 року отримав ступінь бакалавра з англійської мови, а 1980 — магістра в галузі геології в Університеті Веслі. Займався геологією, був власником кількох ресторанів у Лодо (історичний район Денвера).
Очікувалося, що Гікенлупер висуне свою кандидатуру на виборах президента США від Демократичної партії, однак відмовився перед проведенням праймеріз. Згодом номінувся до Сенату, виграв номінацію від демократів та загальні вибори, здолав чинного на той момент сенатора-республіканця Корі Гарднера. 68-річний Гікенлупер став найстарішим сенатором від Колорадо, що обійняв посаду сенатора вперше.
У січні 2022 проголосував проти проєкту санкцій для Північного потоку-2 як засобу запобігання російському вторгненню в Україну.

## Раннє життя, освіта та кар'єра
Гікенлупер народився в Нарберті, штат Пенсильванія, в районі середнього класу приміської магістралі Філадельфії. Він є сином Енн Доутен (уродженої Морріс) Кеннеді та Джона Райта Гікенлупера. Його прадід Ендрю Гікенлупер був генералом Союзу, а дід Сміт Гікенлупер — федеральним суддею Сполучених Штатів.
Хікенлупер виховувався матір'ю з раннього віку після смерті батька. У 1970 році він закінчив Хаверфордську школу, незалежну школу для хлопчиків у Хаверфорді, штат Пенсильванія, де став півфіналістом Національної премії за заслуги. Журнал "Нью-Йорк" повідомляв, що в цей час його героями були Ніл Янг, Рей Девіс і Горді Хоу, а його улюбленцями — насильство і "пивні хлопчики".